# Pierre Cardin

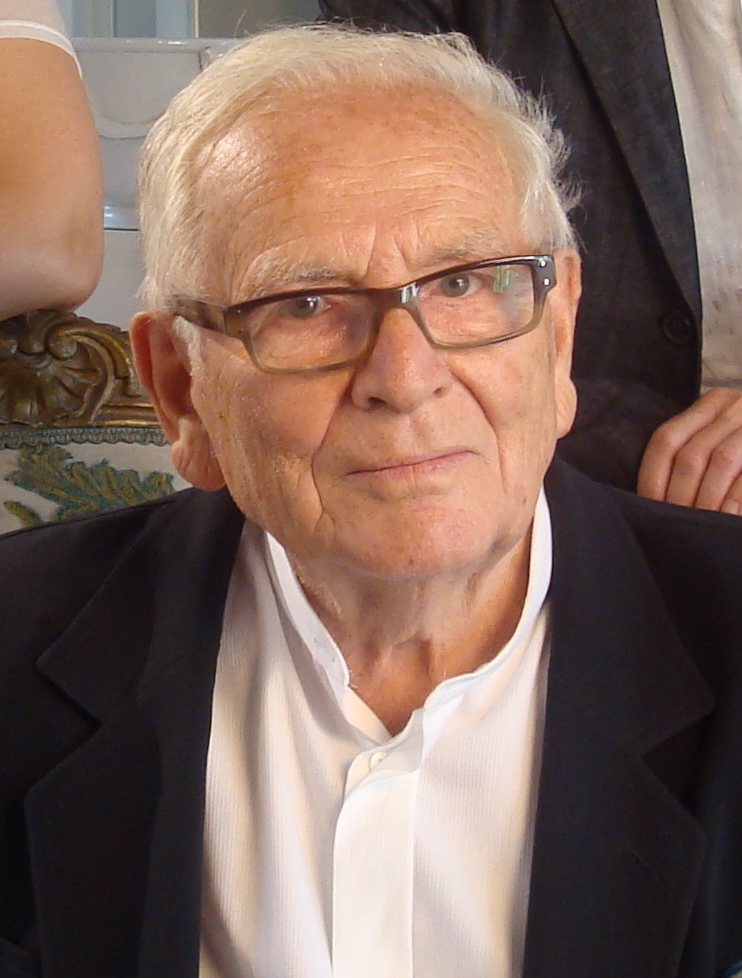
Pierre Cardin in 2010.

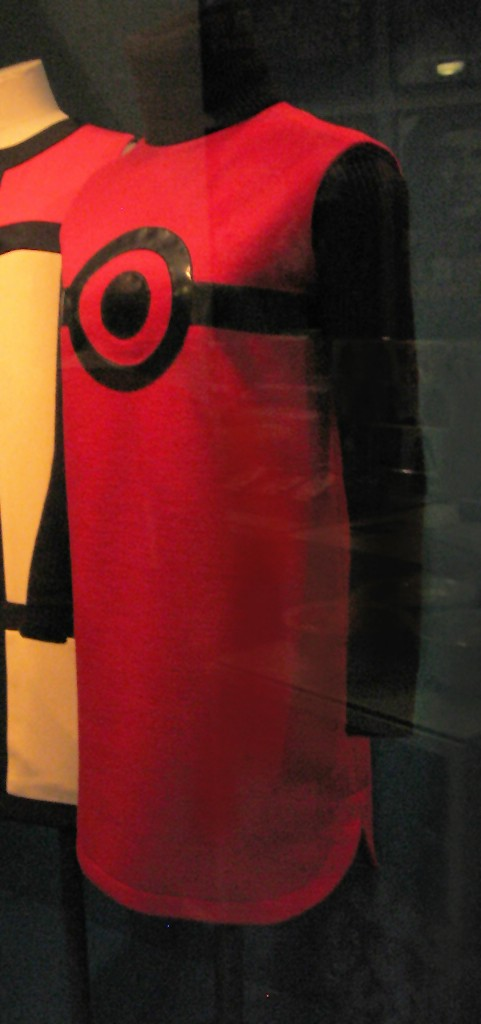
Ontwerp van jurk door Pierre Cardin (1967).

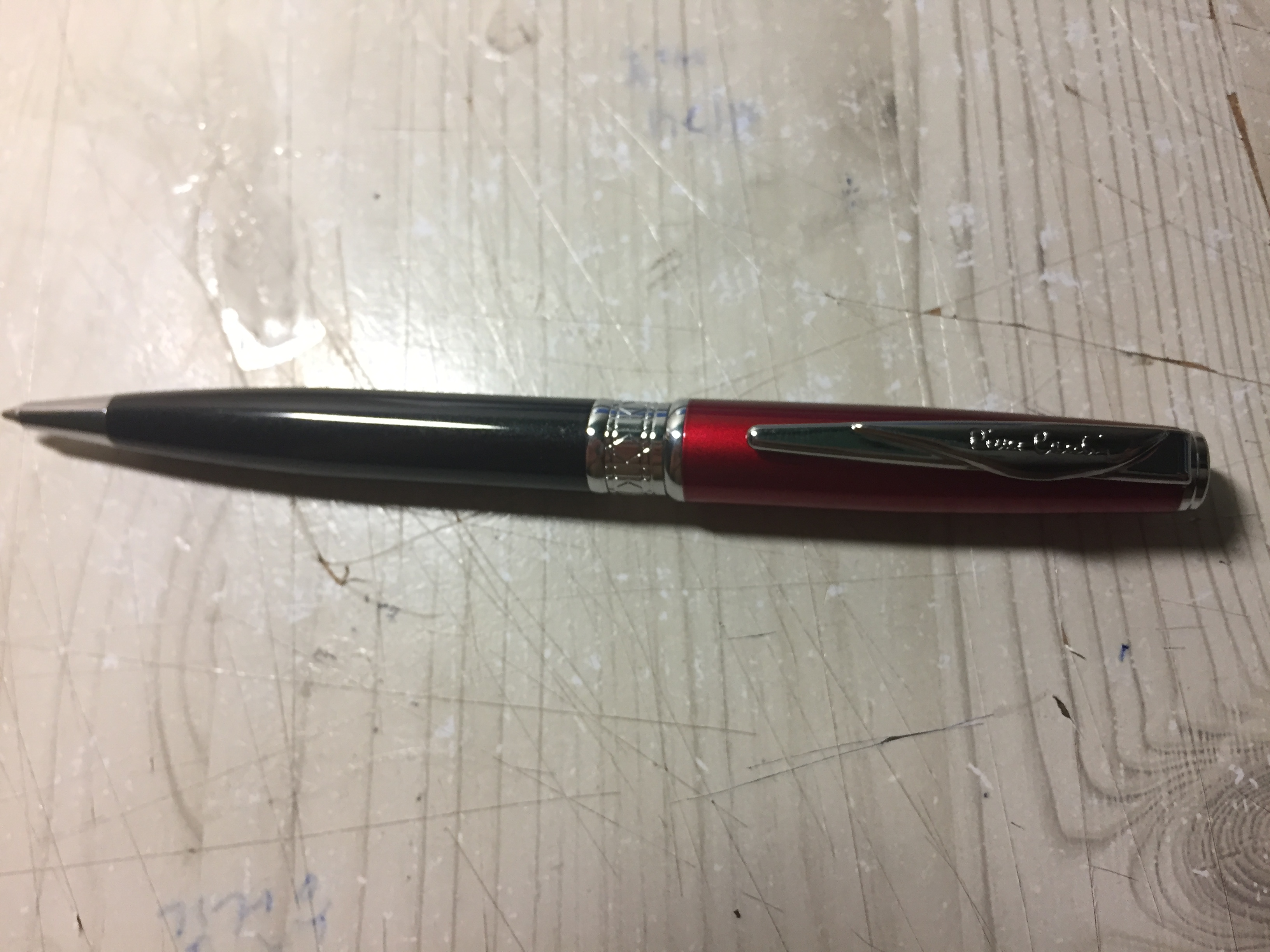
Balpen ontworpen door Pierre Cardin.

Pierre Cardin, geboren als Pietro Costante Cardin (San Biagio di Callalta (Italië), 2 juli 1922 – Neuilly-sur-Seine, 29 december 2020) was een invloedrijk Frans modeontwerper. Cardin was ook actief als sieraadontwerper.

## Biografie

### In Italië
Cardin werd geboren in San Biagio di Callalta buiten Venetië. Zijn Franse ouders, een wijnproducent en zijn vrouw, leefden in Italië. Zij keerden spoedig terug naar Frankrijk. Hun zoon die indertijd daar op school zat, was gefascineerd door het ontwerpen van kostuums en door architectuur.
Al in 1936, 14 jaar oud, was hij leerling van een modezaak en leerde daar de basis van modeontwerp en -bouw. In 1939 verliet hij zijn thuis om voor een kleermaker in Vichy te gaan werken. Tijdens de oorlog werkte hij voor het Rode Kruis. Na de bevrijding van Frankrijk ging Cardin naar Parijs.

### In Frankrijk
In 1945 werkte Cardin aan het huis van 'Madame Paquin' dat hij later verliet om met haar assistente 'Marcelle Chaumont' te gaan samenwerken.
Daarna werkte hij met Schiaparelli samen gevolgd door Jean Cocteau en Christian Bernard. Uiteindelijk werkte hij 3 jaar samen met Christian Dior, van 1947 tot 1950.
In 1950 opende Cardin zijn eigen winkel en in 1953 begon hij met haute couture, en opende hij zijn Maison de Couture in Rue Richepanse.
Zijn creatieve hoogtepunt beleefde hij in de jaren zestig en zeventig. In 1964 startte hij zijn futuristische Cosmocorps-collectie. Vanaf eind jaren zeventig bleef hij vooral teruggrijpen op eerdere vondsten.

### UNESCO Goodwill Ambassadeur
In 1991 werd hij benoemd tot UNESCO Goodwill Ambassadeur en nam hij de taak op zich van het Tsjernobyl Programma te bevorderen. In 1995 hield hij zich in deze functie bezig de Zes Vlaggen van Tolerantie te ontwikkelen en te verspreiden in lidstaten van de UNESCO.
Pierre Cardin overleed eind 2020 op 98-jarige leeftijd.

## Tentoonstellingen (selectie)
- 2000 - Het versierde ego, het kunstjuweel in de 20ste eeuw, Koningin Fabiolazaal, Antwerpen
- 2019 - Fashion futurist, Kunstpalast Düsseldorf.
- 2019 - Future fashion, Brooklyn museum, New York.